# 查爾斯縣
查爾斯縣（英語：Charles County）是美国马里兰州南部的一個縣，東臨帕塔克森特河，西隔波托马克河與弗吉尼亚州相望。面積1,666平方公里。根據2020年美國人口普查，共有人口166,617人。縣治拉普拉塔（La Plata）。該縣成立於1658年。縣名紀念查爾斯·克萊福特，第三代巴爾的摩男爵，馬里蘭殖民地的第二任總督。